# Joseph Hugues Boissieu La Martinière
Joseph Hughes (ou Hugues) de Boissieu de La Martinière (aussi appelé Joseph La Martinière), né le 26 janvier 1758 à Saint-Marcellin, disparu dans l’océan Pacifique en 1788, était un botaniste et biologiste français. Il a participé à l'expédition de Jean-François de La Pérouse en 1785 et disparu avec lui dans le Pacifique en 1788.

## Biographie

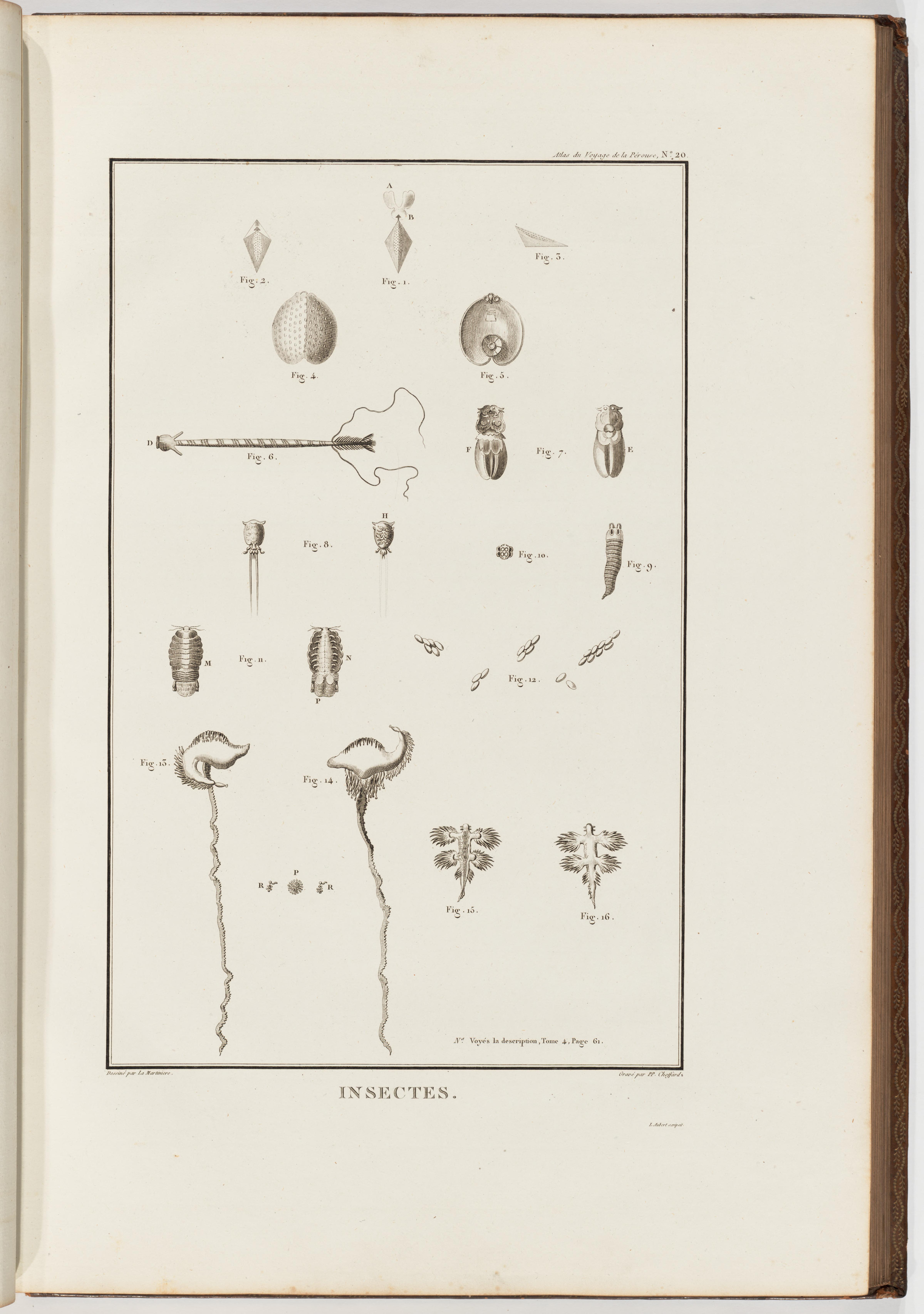
Insectes

Joseph de Boissieu de La Martinière est le fils de Jean Joseph de Boissieu (docteur en médecine de la faculté de Montpellier et consul de Saint-Marcellin) et de Anne François. Il est le frère de Pierre Joseph Didier de Boissieu (1754-1812), député non régicide à la Convention.
Docteur en médecine, formé à la Faculté de Médecine de Montpellier, Joseph de Boissieu La Martinière se rend à Paris, où il devient le protégé d'André Thouin. Il obtient le poste de botaniste du roi.
Il prend part à l’expédition scientifique de La Pérouse, partie en 1785, qui comprenait deux navires : L'Astrolabe et La Boussole. En décembre 1787, il échappe à la mort aux îles Samoa, fuyant à la nage et nageant d’un bras, l’autre tenant un sac de plantes. Durant le voyage, La Martinière envoya en France plusieurs rapports au sujet de ses découvertes botaniques et biologiques (vers helminthes, crustacés copépodes et de nombreuses autres espèces marines. Il laisse ainsi une correspondance. En 1788, les deux navires firent naufrage à l'île de Vanikoro dans l’archipel des Salomon et tous les membres de l’expédition, dont Boissieu, disparurent. Le cadavre d’un membre de l’expédition a été découvert en 2003 mais n’a pas été identifié.

## Héritages

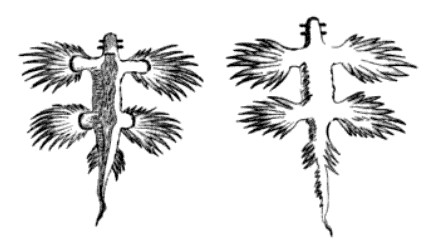
Croquis de Glaucus atlanticus par Boissieu La Martinière.

### Toponymes
Deux rue portent son nom :
- rue La Martinière, à Saint-Marcellin (Isère)[1]
- rue Joseph de La Martinière, dans le nouveau quartier de la Rouvière Longue à Murviel-lès-Montpellier[2].

### Botanique
Deux fleurs portent son nom (« Boissieu » latinisé) :
- La Bossiaea heterophylla[3]
- La Bossiaea prostrata[4]

### Zoologie
- Un monogène, parasite de poisson, de la famille des Capsalidae porte son nom « Martinière » latinisé : Capsala martinierei (Bosc, 1811).